# 舘岩村
舘岩村（たていわむら）は、福島県南会津郡にあった村。
2006年3月20日、南会津郡田島町・伊南村・南郷村と合併し、南会津町となったため消滅した。

## 地理
- 山 ：帝釈山、枯木山、荒海山、高畑山、七ヶ岳
- 河川：舘岩川
- 湖沼：

### 隣接していた自治体
- 福島県
  - 南会津郡
    - 田島町
    - 檜枝岐村
    - 伊南村
- 栃木県
  - 塩谷郡
    - 藤原町
    - 栗山村

## 歴史
かつて八総鉱山があったが閉山した。

### 年表
- 1889年（明治22年）4月1日 - 町村制施行により、塩ノ原村、八総村、熨斗戸（のしと）村、湯ノ花村、宮里村、中ノ井村、森戸村が合併して南会津郡舘岩村が成立[1][2]。
- 1975年（昭和50年）4月1日 - 国道352号が制定。
- 2006年（平成18年）3月20日 - 田島町、伊南村、南郷村と合併し、南会津町が発足。舘岩村は消滅。

### 変遷表
|  | 八総村   | 明治8年 八総村   | 舘岩村 | 舘岩村 | 平成18年3月20日 南会津町 | 南会津町 |
|  | 井桁村   | 明治8年 八総村   | 舘岩村 | 舘岩村 | 平成18年3月20日 南会津町 | 南会津町 |
|  | 精舎村   | 明治8年 八総村   | 舘岩村 | 舘岩村 | 平成18年3月20日 南会津町 | 南会津町 |
|  | 岩下村   | 明治8年 八総村   | 舘岩村 | 舘岩村 | 平成18年3月20日 南会津町 | 南会津町 |
|  | 熨斗戸村 | 明治8年 熨斗戸村 | 舘岩村 | 舘岩村 | 平成18年3月20日 南会津町 | 南会津町 |
|  | 伊与戸村 | 明治8年 熨斗戸村 | 舘岩村 | 舘岩村 | 平成18年3月20日 南会津町 | 南会津町 |
|  | 戸中村   | 明治8年 湯ノ花村 | 舘岩村 | 舘岩村 | 平成18年3月20日 南会津町 | 南会津町 |
|  | 押戸村   | 明治8年 湯ノ花村 | 舘岩村 | 舘岩村 | 平成18年3月20日 南会津町 | 南会津町 |
|  | 吉高村   | 明治8年 湯ノ花村 | 舘岩村 | 舘岩村 | 平成18年3月20日 南会津町 | 南会津町 |
|  | 貝原村   | 明治8年 湯ノ花村 | 舘岩村 | 舘岩村 | 平成18年3月20日 南会津町 | 南会津町 |
|  | 角生村   | 明治8年 湯ノ花村 | 舘岩村 | 舘岩村 | 平成18年3月20日 南会津町 | 南会津町 |
|  | 湯岐村   | 明治8年 湯ノ花村 | 舘岩村 | 舘岩村 | 平成18年3月20日 南会津町 | 南会津町 |
|  | 湯入村   | 明治8年 湯ノ花村 | 舘岩村 | 舘岩村 | 平成18年3月20日 南会津町 | 南会津町 |
|  | 水引村   | 明治8年 湯ノ花村 | 舘岩村 | 舘岩村 | 平成18年3月20日 南会津町 | 南会津町 |
|  | 穴原村   | 明治8年 宮里村   | 舘岩村 | 舘岩村 | 平成18年3月20日 南会津町 | 南会津町 |
|  | 穴原村   | 明治8年 宮里村   | 舘岩村 | 舘岩村 | 平成18年3月20日 南会津町 | 南会津町 |
|  | 介木生村 | 明治8年 宮里村   | 舘岩村 | 舘岩村 | 平成18年3月20日 南会津町 | 南会津町 |
|  | 小高林村 | 明治8年 宮里村   | 舘岩村 | 舘岩村 | 平成18年3月20日 南会津町 | 南会津町 |
|  | 木賊村   | 明治8年 宮里村   | 舘岩村 | 舘岩村 | 平成18年3月20日 南会津町 | 南会津町 |
|  | 川衣村   | 明治8年 宮里村   | 舘岩村 | 舘岩村 | 平成18年3月20日 南会津町 | 南会津町 |
|  | 福渡村   | 明治8年 中ノ井村 | 舘岩村 | 舘岩村 | 平成18年3月20日 南会津町 | 南会津町 |
|  | 前沢村   | 明治8年 中ノ井村 | 舘岩村 | 舘岩村 | 平成18年3月20日 南会津町 | 南会津町 |
|  | 塩原村   | 明治8年 塩ノ原村 | 舘岩村 | 舘岩村 | 平成18年3月20日 南会津町 | 南会津町 |
|  | 田瀬村   | 明治8年 塩ノ原村 | 舘岩村 | 舘岩村 | 平成18年3月20日 南会津町 | 南会津町 |
|  | 森戸村   |                  | 舘岩村 | 舘岩村 | 平成18年3月20日 南会津町 | 南会津町 |

## 行政

### 村長
- 小勝誠吉（1947-1955）[3]
- 芳賀一二（1955-1967）[3]
- 星英男（1967-1979）[3]
- 星力（1979-1991）[3]
- 星光芳（1991-2006）[4]

## 姉妹都市・提携都市
- 埼玉県大宮市→さいたま市
  - 1981年（昭和56年）10月、木賊温泉に大宮市少年自然の家が建設された[5]。敷地面積34万㎡におよぶ広大な施設で、温泉やプラネタリウムなどを併設[5]。これをきっかけに、翌1982年10月23日、大宮市と友好都市提携[6]。少年自然の家には大宮市内57の小中学校が合宿を行っていた[7]。1985年（昭和60年）からは、湯ノ花から木賊まで約10 kmを、村民のおもてなしを受けながら歩くイベント「親善ツーデーマーチ」も行われた[6]。

## 交通

### 道路
- 一般国道
  - 国道352号
- 一般県道
  - 福島県道350号栗山舘岩線

## 名所・旧跡・観光スポット
1984年（昭和59年）に自然健康村（ヘルシーランドたていわ）が宣言された。1987年度には国土庁の第2回農村アメニティ・コンクールで最優秀賞を受賞した。
- 木賊温泉
- 湯ノ花温泉
民宿が並び、共同浴場も何ヵ所かある。
- 前沢集落
曲り家が数多く残る。集落の入口に蕎麦屋がある。
- 水引集落
- 会津高原たかつえスキー場
  - たかつえ温泉
- 田代山湿原

## 文化・名産
焼畑により赤カブが栽培されたほか、ソバの栽培が盛ん。戦時中は木炭生産量日本一だった時期がある。